# دبلیوای‌اس‌پی-۱۵
دبلیوای‌اس‌پی-۱۵ یک ستاره است که در صورت فلکی مار باریک قرار دارد.